# Ophiodes
O género Ophiodes inclui os répteis da família dos anguídeos, nativos principalmente do leste e sul do Brasil, também conhecidos pelo nome vulgar de quebra-quebra e cobra-de-vidro. Pertencem à subordem dos lagartos e não das serpentes, ainda que se pareçam bastante com as últimas devido ao seu corpo cilíndrico. Não têm membros anteriores, e os membros posteriores são muito reduzidos. O dorso tem linhas longitudinais escuras e o ventre é azulado. Chegam a atingir cerca de 40 cm de comprimento, sendo as fêmeas ligeiramente maiores e mais corpulentas do que os machos.
Este animal tem hábitos fossoriais (costuma se enterrar em solos macios, ou viver debaixo da cobertura de folhas do solo ou de troncos caídos), e alimenta-se principalmente de insetos, aracnídeos e outros pequenos artrópodes que encontram em seu ambiente. Não são animais agressivos e dificilmente tentam morder mesmo quando são capturados com as mãos. Como todos os lagartos, brasileiros não possuem veneno, sendo totalmente inofensivos.
A reprodução se dá por viviparidade, com as fêmeas chocando os ovos no interior do corpo e os filhotes já nascendo formados. As ninhadas são pequenas ou médias, variando entre 2 e 16 filhotes que nascem com cerca de 50mm de comprimento. As fêmeas mais velhas e maiores produzem mais filhotes em cada ninhada.

## Espécies
O gênero Ophiodes contém 6 espécies atualmente reconhecidas:
- Ophiodes intermedius (BOULENGER, 1894)
- Ophiodes striatus (SPIX, 1824)
- Ophiodes vertebralis (BOCOURT, 1881)
- Ophiodes fragilis (RADDI, 1820)
- Ophiodes enso (ENTIAUSPE-NETO, MARQUES-QUINTELA, REGNET, TEIXEIRA, SILVEIRA & LOEBMANN, 2017)
- Ophiodes luciae (CACCIALI & SCOTT, 2015)